# Roussas (Portugal)
Roussas ist ein Ort und eine ehemalige Gemeinde (Freguesia) im nordportugiesischen Kreis Melgaço.

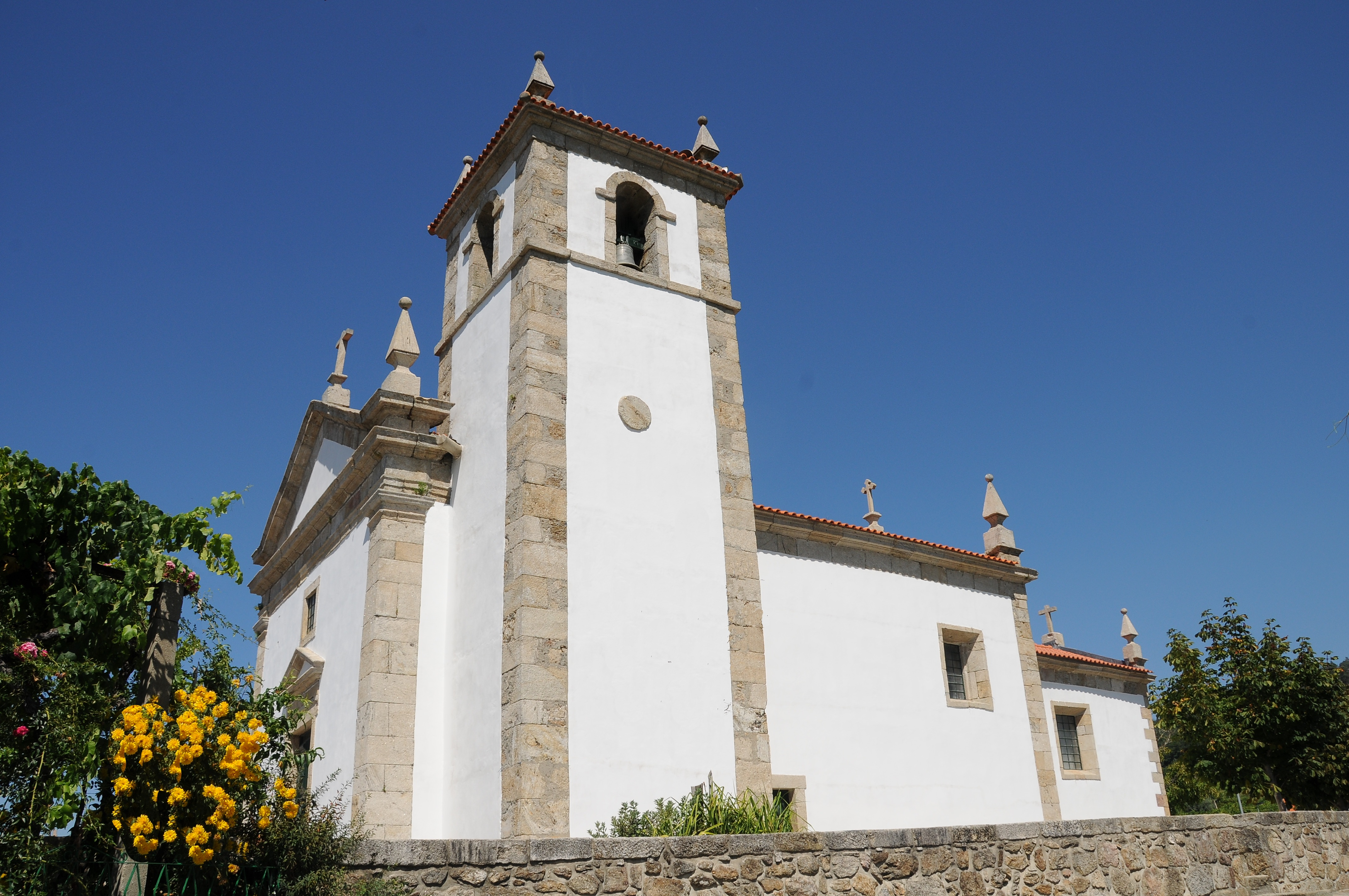
Kirche von Roussas

 Die Gemeinde hatte 1099 Einwohner (Stand 30. Juni 2011).
Am 29. September 2013 wurden die Gemeinden Roussas und Vila zur neuen Gemeinde União das Freguesias de Vila e Roussas zusammengeschlossen.